# Lepthyphantes tes
Lepthyphantes tes este o specie de păianjeni din genul Lepthyphantes, familia Linyphiidae, descrisă de Marusik, Hippa și Koponen, 1996. Conform Catalogue of Life specia Lepthyphantes tes nu are subspecii cunoscute.